# Charlottenburg
Charlottenburg je čtvrť Berlína, kde se nachází palácová stavba zámek Charlottenburg, největší zámek v Berlíně. Místo je centrem kultury a nočního života.

## Data
- 1239 – první písemná zmínka o osadě Lietzow, ležící na místě dnešního Charlottenburgu
- 1695 – majitelkou Lietzowa se stává pruská královna Žofie Šarlota Hannoverská
- 1699 – vybudován reprezentativní trojkřídlý zámek
- 1705 – založena obec Charlottenburg
- 1877 – udělena městská práva
- 1893 – překročil hranici 100 000 obyvatel
- 1920 – Charlottenburg je připojen k Velkému Berlínu
- 1945 – součást britského okupačního sektoru a poté jeden z obvodů tvořících Západní Berlín
- 2001 – spojen s Wilmersdorfem do obvodu Charlottenburg-Wilmersdorf

## Rodáci
- Carl Friedrich von Siemens - průmyslník a politik